# ГЕС Сіпресес
ГЕС Сіпресес (ісп. Cipreses) – гідроелектростанція в центральній частині Чилі у регіоні Мауле (VII Регіон). Знаходячись перед ГЕС Ісла, становить верхній ступінь каскаду у сточищі річки Мауле, яка впадає до Тихого океану в місті Констітусьон. 
В межах проекту на виході річки Cipreses (права притока Мауле) з озера Laguna La Invernada спорудили земляну/кам’яно-накидну греблю висотою 28 метрів та довжиною 350 метрів, яка перетворила водойму на сховище з об’ємом 179 млн м3, в якому можливе коливання рівня між позначками 1280 та 1319 метрів НРМ. 
З озера ресурс подається у прокладений під лівобережним гірським масивом дериваційний тунель довжиною 8,9 км, який переходить у три напірні водоводи довжиною по 0,5 км зі змінним діаметром від 1,7 до 1,9 метра. Вони живлять три турбіни типу Пелтон потужністю по 35,6 МВт, що при напорі у 370 метрів забезпечують середньорічне виробництво на рівні 599 млн кВт-год.
Відпрацьована вода потрапляє у дериваційний канал, який веде до ГЕС Ісла. Тут можливо відзначити, що в другій половині 2010-х у сточищі Мауле очікується введення ще однієї станції верхнього ступеню - ГЕС Лос-Кондорес, яка працюватиме вище від Ісла на ресурсі з самої Мауле.
Для видачі продукції ГЕС до мережі встановлені трансформатори, здатні підіймати напругу до 154 кВ.